# OGAE Song Contest
OGAE Song Contest är en årligen återkommande musiktävling som arrangeras av OGAE, en internationell fanklubb till Eurovision Song Contest. Tävlingen startade redan 1986 och är den äldsta av OGAE:s många tävlingar. Tävlingbidrag utses av varje nationell underförening till OGAE - i Sverige görs det av Melodifestivalklubben (OGAE Sweden) i tävlingen "Gyllene älgen". Bidragen ska vara musik som publicerats i landet på det inhemska språket under de senaste 12 månaderna. Dock får inte bidrag från de nationella uttagningarna till Eurovision Song Contest medverka, i Sveriges fall inga bidrag från Melodifestivalen. 
Bidragen framförs inte live och röstning sker i de olika underföreningarna redan innan tävlingskvällen. I och med Internets framfart har många av tävlingsmomenten förlagts där. När ett land vunnit får det landets underförening arrangera följande års tävling. 
Sverige har kommit på relativt bra placeringar genom åren, men det dröjde till år 2000 innan första och hittills enda vinsten kom med Nanne Grönvalls Svarta änkan. OGAE Sweden var således arrangör för finalen 2001 som hölls i Umeå. 
Lena Philipsson är den artist som har representerat Sverige flest gånger, totalt sex gånger. 
Förutom europeiska länder medverkar även "Övriga världen" (föreningen OGAE Rest of the World) med ett bidrag samt röstning. Hittills har inget sådant bidrag vunnit. 

## Vinnare
| År   | Land           | Bidrag                          | Artist                               | Svensk representant                                      |
| ---- | -------------- | ------------------------------- | ------------------------------------ | -------------------------------------------------------- |
| 1986 | Tyskland       | "Stimmen in Wind"               | Juliane Werding                      | "Canneloni macaroni", Lasse Holm                         |
| 1987 | Israel         | "Ba'ati Eleiha"                 | Yardena Arazi                        | "Åh, vad jag längtar", Lena Philipsson                   |
| 1988 | Tyskland       | "Explosion"                     | Mary Roos                            | "Allt som jag känner", Tone Norum & Tommy Nilsson        |
| 1989 | Norge          | "Hjem"                          | Karoline Krüger & Anita Skorgan      | "Tänd ett ljus", Lena Philipsson                         |
| 1990 | Italien        | "Vattene amore"                 | Mietta & Amedeo Mingh                | "Om", Niklas Strömstedt                                  |
| 1991 | Frankrike      | "Désenchantée"                  | Mylène Farmer                        | "Jag mötte Lassie", Ainbusk Singers                      |
| 1992 | Portugal       | "Se o dia nascesse"             | Nucha                                | "Vem tänder stjärnorna?", Eva Dahlgren                   |
| 1993 | Italien        | "La solitudine"                 | Laura Pausini                        | "Bilder av dig", Staffan Hellstrand                      |
| 1994 | Grekland       | "Ftes"                          | Sabrina                              | "Lilla fågel blå", Staffan Hellstrand                    |
| 1995 | Spanien        | "Cada vez"                      | Paloma San Basilio                   | "Månsken i augusti", Lena Philipsson                     |
| 1996 | Spanien        | "Me quedaré solo"               | Amistades Peligrosas                 | "Stjärnorna", Lena Philipsson                            |
| 1997 | Spanien        | "Amor perdido"                  | Marta Sánchez                        | "Guldet blev till sand", Peter Jöback                    |
| 1998 | Polen          | "Im Wiecej Ciebie tym mniej"    | Natalia Kukulska                     | "Vart flög den ängeln?", Cecilia Karlsson                |
| 1999 | Frankrike      | "Jardin de lumière"             | Leyla Doriane                        | "Om du var min", Caramell                                |
| 2000 | Sverige        | "Svarta änkan"                  | Nanne Grönvall                       | -                                                        |
| 2001 | Frankrike      | "Moi... Lolita"                 | Alizée                               | "Kom hem", Barbados                                      |
| 2002 | Storbritannien | "What If..?"                    | Kate Winslet                         | "Av längtan till dig", CajsaStina Åkerström & Åsa Jinder |
| 2003 | Frankrike      | "Cassé"                         | Nolwenn Leroy                        | "När löven faller", Carola Häggkvist                     |
| 2004 | Ryssland       | "Grezy"                         | Varvara                              | "Kom hem hel igen", Sandra Dahlberg                      |
| 2005 | Italien        | "Da grande"                     | Alexia                               | "Delirium", Lena Philipsson                              |
| 2006 | Grekland       | "Mambo"                         | Helena Paparizou                     | "Jag ångrar ingenting", Lena Philipsson                  |
| 2007 | Spanien        | "Que no daría yo"               | Rebeca                               | "Värsta schlagern", Markoolio & Linda Bengtzing          |
| 2008 | Kroatien       | "Ruža u kamenu"                 | Franka Batelić                       | "Stockholm i natt", Peter Jöback                         |
| 2009 | Storbritannien | "Viva la Vida"                  | Coldplay                             | "Nån som du", Sonja Aldén                                |
| 2010 | Storbritannien | "Heartbreak (Make Me a Dancer)" | Freemasons feat. Sophie Ellis-Bextor | Sverige deltog ej                                        |
| 2011 | Storbritannien | "Someone Like You"              | Adele                                | Sverige deltog ej                                        |
| 2012 | Italien        | "Per sempre"                    | Nina Zilli                           | "Het", Timoteij                                          |
| 2013 | Spanien        | "Te despertaré"                 | Pastora Soler                        | "Händerna mot himlen", Petra Marklund                    |
| 2014 | Frankrike      | "Derniere danse"                | Indila                               | "Annars vore jag inte jag", Peter Jöback                 |
| 2015 | Frankrike      | "Andalouse"                     | Kendji Girac                         | "Ta mig tillbaka", Darin                                 |
| 2016 | Spanien        | "Sofia"                         | Álvaro Soler                         | "Jag är ingen älskling", Lena Philipsson                 |
| 2017 | Australien     | "Fighting for Love"             | Dami Im                              | "Ge mig sommar", Magnus Carlsson                         |
| 2018 | Storbritannien | "Scared of the Dark"            | Steps                                | "Put your hands up för Sverige", Samir & Viktor          |